# Orgères, Ille-et-Vilaine

Orgères este o comună în departamentul Ille-et-Vilaine, Franța. În 1 ianuarie 2022 avea o populație de 5.602 de locuitori.